# Дрюнен
Дрюнен (нід. Drunen) — місто в нідерландській провінції Північний Брабант. Входить до муніципалітету Гесден.
До 1997 року мало статус окремого муніципалітету.

## Галерея

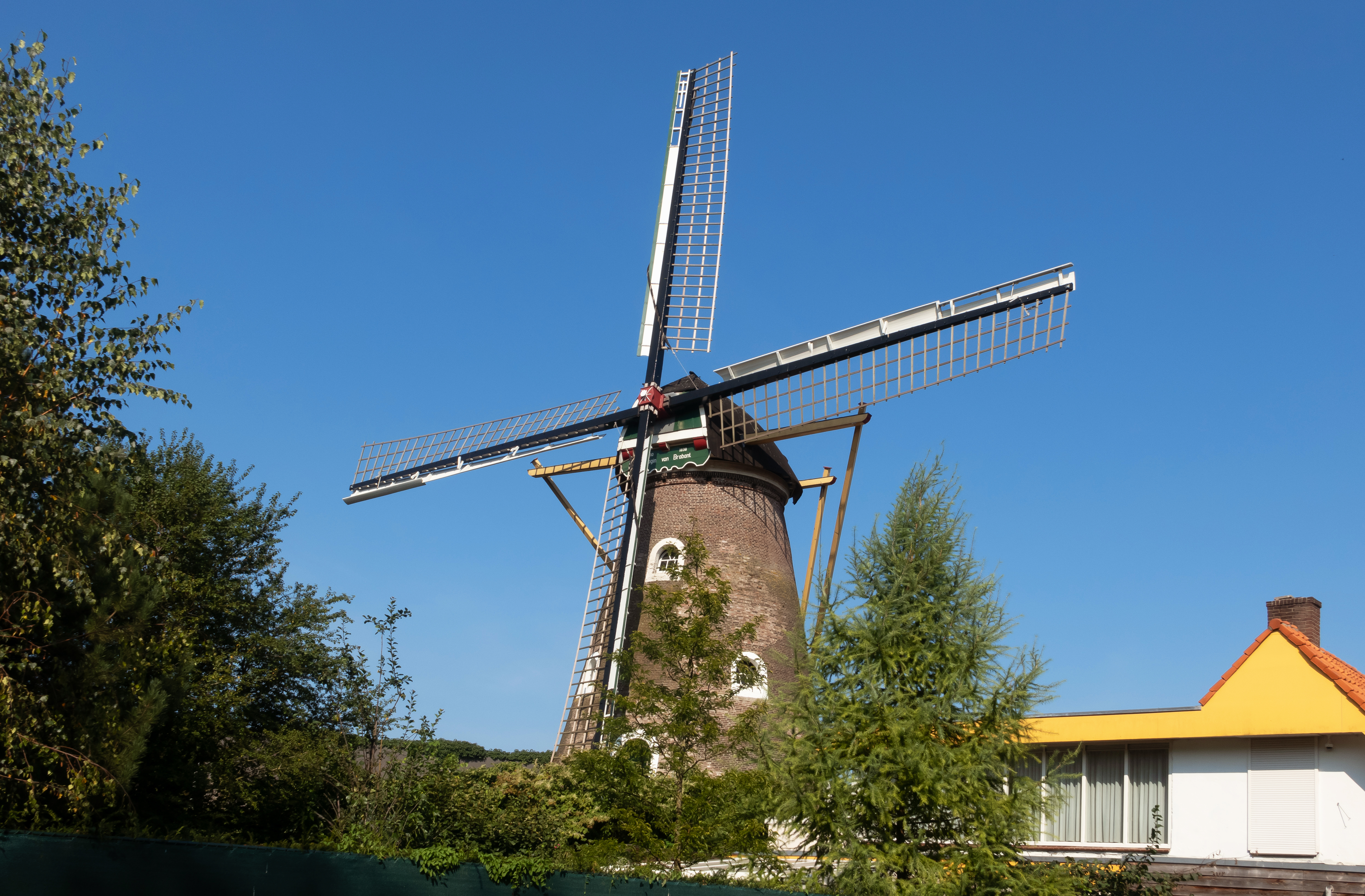
Вітряк Hertogin van Brabant